# Tom Trybull
Tom Trybull (Berlino, 9 marzo 1993) è un calciatore tedesco, centrocampista dell'Odense.

## Caratteristiche tecniche
Mediano, può giocare come difensore centrale o come esterno di sinistra.

## Carriera

### Club

#### Giovanili e Werder Brema
Dopo aver trascorso le giovanili nelle società di Dinamo Berlino, Sportverein Lichtenberg 47, Union Berlino e Hansa Rostock esordisce con quest'ultima squadra nella prima squadra, mentre la società milita in 3. Liga, terzo livello del calcio tedesco. Il Werder Brema acquista il calciatore nel 2011 per 200.000 euro, mettendolo subito in seconda squadra nella prima metà della stagione 2011-2012: nella seconda metà stagionale Trybull arriva a giocare titolare in prima squadra, totalizzando 15 presenze ed una rete nella prima stagione a Brema.
Il 21 gennaio 2012 esordisce giocando tutti i 90' da titolare contro il Kaiserslautern (0-0) e sigla la sua prima marcatura in Bundesliga ad Amburgo contro l'HSV (1-3) realizzando il parziale 0-2.

### Nazionale
Ha giocato nelle nazionali giovanili tedesche Under-17, Under-18, Under-19 ed Under-20.

## Palmarès

### Club

#### Competizioni nazionali
- Football League Championship: 1

Norwich City: 2018-2019
- 1. Division: 1

Odense: 2024-2025